# من می‌خواهم، من می‌خواهم ... در حال حاضر
من می‌خواهم، من می‌خواهم … در حال حاضر (به انگلیسی: I Will, I Will... for Now) فیلمی محصول سال ۱۹۷۶ و به کارگردانی نورمن پاناما است. در این فیلم بازیگرانی همچون الیوت گولد، دایان کیتن، پل سوروینو، ویکتوریا پرینسیپال، رابرت آلدا و کندی کلارک ایفای نقش کرده‌اند.